# Arketype
|  | Denne artikel omhandler arketyper i psykologisk forstand. For arketyper inden for fiktion se Arketype (fiktion). |
Arketype. Af græsk arhkétypos, forbillede, mønster, ideal.
Ordret oversat betyder ordet den første.
Forestillingen om noget almenmenneskeligt og eviggyldigt. Arketypiske motiver og billeder kendes fra myter og eventyr.
Arketypen er i sig selv (tysk an sich) et tomt element, en form eller matrix, som indeholder muligheder.
Inden for jungiansk dybdepsykologi (analytisk psykologi) anvender Carl Gustav Jung begrebet om nogle formodede nedarvede grundmønstre og urbilleder i psykens ubevidste. Om arketypen udtaler han blandt andet, at arketypens egentlige væsen ikke kan bevidstgøres, da den er transcendent. En arketype kan ikke tolkes og defineres endeligt.
Arketypiske billeder (i drømme) kan ifølge Jung fx være solopgang, slange, konge, cirkel, kvadrat, guld og kors.
Arketypiske drømme formodes af jungianere at være fremtidsrettede og har som formål at bringe personen i kontakt med livsopgaven.

## Weblinks
- Einführung in die Archetypen des Unbewussten nach C.G. Jung